# Белоусов, Вадим Владимирович
Вадим Владимирович Белоусов (род. 2 октября 1960, Челябинск) — российский политик. Депутат Государственной думы Федерального Собрания Российской Федерации VI, VII и VIII созывов (2011—2023). Член комитета Государственной думы по науке и наукоёмким технологиям. Совладелец ОАО «Макфа» (9,29 %). Член партии «Справедливая Россия». Бывший член регионального политсовета партии «Единая Россия», бывший генеральный директор ООО «УК Макфа».
С февраля 2022 года, из-за вторжения России на Украину, находится под международными санкциями Евросоюза, США, Великобритании и ряда других стран
3 августа 2022 года заочно приговорён к десяти годам колонии строгого режима, штрафу 500 млн рублей по делу о взятке, а также объявлен в федеральный розыск. Лишен мандата 1 ноября 2023 года.

## Биография
Родился 2 октября 1960 года в Челябинске.
В 1982 году поступил в Челябинский политехнический институт, обучался по специальности «Двигатели внутреннего сгорания». Окончил институт в 1987 году.
В 1990 году окончил обучение на специальном факультете переподготовки кадров при Южно-Уральском государственном университете.
С 1993 года по 1995 год работал инженером в Челябинском филиале НИИ тракторного института.
В 1995 году назначен коммерческим директором ОАО «Челябинский хлебокомбинат № 1» — крупнейшего производителя на хлебном рынке Челябинска (ныне ОАО «Первый хлебокомбинат», входит в холдинг крупного российского агропромышленного объединения ОАО «Макфа»).
В 1997 году Вадим Белоусов вошёл в состав совета директоров АПО «Макфа».
В 2004 году назначен на должность генерального директора ООО «Управляющая компания „Макфа“». Был совладельцем ОАО «Макфа» (9,29 % акций) вместе с родителями Михаила Юревича — Валерием Михайловичем (71,42 %) и Натальей Евгеньевной (19,29 %) и ОАО «Первый хлебокомбинат»: Вадим Белоусов — 7,79 %, Валерий Юревич — 72,73 % и Наталья Юревич — 19,48 %.

### Депутат заксобрания Челябинской области
В июле 2010 года Вадим Белоусов был включён в список партии «Единая Россия» и выдвинут в составе списка на выборах в Законодательное собрание Челябинской области. Баллотировался в территориальной группе № 28 вторым номером после депутата Госдумы Александра Берестова. На состоявшихся 10 октября 2010 года выборах группа получила один мандат, от которого Берестов ожидаемо отказался. Мандат был передан Вадиму Белоусову
В Законодательном собрании Челябинской области работал в комитете по строительной политике. Во фракции «Единая Россия» возглавлял комиссию по контролю за качеством реализации партийного проекта «Новые дороги городов России».

### Депутат Государственной думы
В декабре 2011 года избран депутатом Государственной думы РФ по федеральному списку партии Единая Россия.
В 2016 году истёк срок его пребывания депутатом. Вслед за экс-губернатором Челябинской области Михаилом Юревичем вышел из ЕР.
В выборах депутатов Государственной думы Федерального Собрания Российской Федерации VII созыва шёл от партии «Справедливая Россия» по списку Кировской области и Удмуртской республики. Получил мандат депутата после отказа от него лидера списка Сергея Доронина.
После объявления в розыск в 2022 году Белоусов не появлялся в Госдуме. 31 октября 2023 года думская комиссия по этике и мандатным вопросам рекомендовала лишить его депутатских полномочий на основании четвертой статьи закона о статусе депутата за более чем 30 дней прогулов заседаний и комиссий, членом которых он является. 1 ноября палата проголосовала за лишение Белоусова депутатского мандата.

### Уголовное дело
6 декабря 2018 года ГД дала согласие Генеральной прокуратуре РФ, на лишение неприкосновенности Вадима Белоусова и возбуждение в отношении него уголовного дела по признакам преступления, предусмотренного частью 6 статьи 290 УК РФ «Получение взятки в особо крупном размере». Он был обвинён в том, что с мая 2010 года по январь 2014 года, совместно с губернатором Челябинской области Михаилом Юревичем, действуя в составе организованной группы, получил от руководителя холдинга взятку в сумме более 3,2 млрд рублей за оказание покровительства, в результате чего была обеспечена победа организаций холдинга в аукционах в сфере дорожного обслуживания и назначены на должности директоров госпредприятий лица, подконтрольные и аффилированные взяткодателям.
15 марта 2019 года был задержан в Екатеринбурге по обвинению в получении взятки. Белоусов был вызван в Екатеринбург для согласования вопроса о возможности поездки в составе межпарламентской группы в Белоруссию, но вместо этого был доставлен в суд для избрания меры пресечения.
Депутат отвергает обвинения в свой адрес. Следственные органы ходатайствовали об аресте Белоусова. Однако Ленинский суд Екатеринбурга отказал в ходатайстве и освободил задержанного депутата под подписку о невыезде.
По делу о взятке был приговорён к десяти годам лишения свободы 3 августа 2022 года, на заседание не явился, сославшись через адвоката на занятость. Был объявлен в розыск.
Впоследствии Белоусов пытался оспорить приговор в Конституционном суде, апеллируя к тому, что Генпрокуратура не могла передавать дело в суд без санкции Госдумы, несмотря на снятие депутатской неприкосновенности. В октябре 2023 года Конституционный суд отказался принять жалобу депутата.

## Награды
- Медаль ордена «За заслуги перед Отечеством» II степени
- Знак отличия «За заслуги перед Челябинской областью» (23 ноября 2011) — за выдающиеся заслуги в социально-экономическом развитии Челябинской области